# Solar Attack – Der Himmel brennt
Solar Attack – Der Himmel brennt (Originaltitel Solar Strike, Alternativtitel Solar Attack) ist ein kanadischer Katastrophenfernsehfilm aus dem Jahr 2006 von Paul Ziller. Im Film wird die Erde von CMEs heimgesucht.

## Handlung
Eine vom Solar and Near Earth Laboratory, kurz SNEL, betriebene Sonnensonde wird durch eine große CME oder Sonneneruption zerstört. Ein bemanntes Raumschiff, die Galileo, wird ebenfalls erfasst und zerstört. Die Ermittler tappen im Dunklen und führen das Unglück auf defekte russische Ausrüstung zurück. Weitere CMEs stoßen Satelliten aus dem Orbit und verwandeln sie in tödliche Geschosse, die auf die Erde stürzen. Ein CME trifft Neuseeland und lässt den kompletten Inselstaat schmelzen.
Der Multimillionär und Wissenschaftler Lucas Foster hat sich durch die Finanzierung eines Programms zur Bekämpfung der globalen Erwärmung einen Namen gemacht. Er entdeckt, dass die Erdatmosphäre jetzt zu 5 Prozent aus Methan besteht. Würden mehrere CMEs die Erde treffen, würde sich das Methan entzünden und jedes Lebewesen auf der Erde töten. Foster versucht, seine skeptischen Kollegen von seiner Theorie zu überzeugen. Auch die Regierungsbeamte und Wissenschaftlerkollegin Joanna Parks, Fosters Ex-Frau, glaubt ihm nicht.
Während weitere Wellen von CMEs die Erde erreichen, hat Forster eine Lösung parat. Er berechnet, dass 25-Megatonnen-Atomraketen auf den Nordpol abgefeuert werden sollen. Der dadurch freigesetzte Dampf soll die Methanfackeln löschen. Glücklicherweise kennt Foster einen U-Boot-Kapitän der russischen Marine, der ihn widerwillig an Bord seines U-Boots lässt. Foster erklärt, dass das U-Boot, obwohl die Satellitenkommunikation deaktiviert wurde, über ein transatlantisches Telegrafenkabel kommunizieren kann, das sich in einer Tiefe von 800 m befindet. Das U-Boot übersteht den Tauchgang mit geringen Schäden. Das nachfolgende Gespräch zwischen dem Kapitän und dem russischen Präsidenten führt dazu, dass Letzterer seinen US-amerikanischen Amtskollegen, Präsident Ryan Gordon, über die Situation informiert. Schlussendlich erhält der Kapitän die Anweisung, er solle mit dem Plan fortfahren.
Unterdessen hat das russische U-Boot ein U-Boot der US Navy entdeckt. Bevor die russischen Raketen abgefeuert werden können, wird der Kapitän von einem Leutnant mit vorgehaltener Waffe bedroht, aber Foster reagiert schnell und entreißt diesem die Waffe. Das russische U-Boot wird von den Amerikanern entdeckt, die mit einem Angriff drohen, falls sich die Mannschaft nicht ergibt. Der russische Kapitän feuert die Raketen trotzdem ab, worauf das amerikanische U-Boot zwei Torpedos abfeuert. Das russische U-Boot löst Gegenmaßnahmen aus, die die Torpedos zerstören, aber es erleidet dennoch Schaden. Foster gelingt es, das amerikanische U-Boot über Kurzwellenfunk zu kontaktieren, und überzeugt sie, im Austausch für die Kapitulation der Russen den Weg frei zu machen. Die Raketen erreichen den Nordpol und die Erde wird gerettet. Foster wird an Bord des amerikanischen U-Bootes in die USA zurückgebracht, wo er sich wieder mit Joanna und seinem Freund Jim trifft.

## Hintergrund

### Produktion
Solar Attack wurde unter seinem ursprünglichen Arbeitstitel Solar Strike in Hamilton und Toronto in der kanadischen Provinz Ontario gedreht. Die Haida ist in der letzten Szene des Films zu sehen und stellt einen Zerstörer der US Navy dar.

### Veröffentlichung
Der Film feierte sein Fernsehdebüt in Kanada am 25. Mai 2006. In Deutschland startete der Film am 7. September 2006 in den Videoverleih. Am 1. Mai 2016 wurde er auf dem Sender Tele 5 erstmals im Free-TV ausgestrahlt.

## Rezeption
„Der gedankenlose Katastrophenfilm hangelt sich mühsam an den Versatzstücken des Genres entlang.“

„Bietet nur Genre-Versatzstücke.“

Im Audience Score, der Zuschauerwertung auf Rotten Tomatoes, erhielt der Film beim Publikum einen Anteil positiver Bewertungen von 24 %. In der Internet Movie Database hat der Film bei über 1.000 Stimmabgaben eine Wertung von 4,0 von 10,0 möglichen Sternen (Stand: 26. Juli 2022).